# Theta Persei
Theta Persei (θ Per / 13 Persei / HD 16895 / HR 799) es una estrella binaria en la constelación de Perseo. Situada a 36,6 años luz del sistema solar, tiene magnitud aparente +4,12.
La componente principal del sistema, Theta Persei A (GJ 107 A), es una estrella blanco-amarilla de tipo espectral F7V con una temperatura efectiva de 6238 - 6350 K —el valor varía según la fuente consultada—, aproximadamente 520 K superior a la del Sol.
Brilla con una luminosidad 2,44 veces mayor que la luminosidad solar.
Su cercanía al sistema solar ha permitido medir directamente su diámetro angular y calcular su diámetro, resultando ser éste un 30% mayor que el del Sol.
Gira sobre sí misma con una velocidad de rotación proyectada entre 6 y 9 km/s, lo que da lugar a un período de rotación inferior a 11 días.
Su masa es un 25% mayor que la masa solar y tiene una edad estimada de 1150 millones de años.
Su metalicidad, abundancia relativa de elementos más pesados que el hidrógeno, es comparable a la solar ([Fe/H] = +0,06). Asimismo, las abundancias relativas de otros elementos —sodio, magnesio, aluminio, silicio o azufre— son muy semejantes a las encontradas en el Sol.
Theta Persei B (GJ 107 B) es una enana roja de tipo espectral M1.5V cuya masa estimada se sitúa entre el 43% y el 51% de la masa solar. Visualmente a 20,5 segundos de arco de su compañera, la separación media entre ambas estrellas es ligeramente menor de 250 UA —unas 8 veces la distancia que hay entre Neptuno y el Sol—, siendo el período orbital de 2720 años.
La órbita del sistema es moderadamente excéntrica (ε = 0,13), por lo que dicha separación varía entre 216 y 280 UA.
El periastro —mínima distancia entre las dos componentes— tuvo lugar en 1613 y el apoastro ocurrirá en el año 2970.
El plano orbital está inclinado 75° respecto al plano del cielo.